# Alettone (veicoli)
Un alettone in campo automobilistico è un particolare elemento, fisso o mobile, atto a migliorare l'aerodinamica del veicolo, riducendo l'attrito, le turbolenze o il rumore. Per le auto più sportive o da competizione è specificatamente destinato a generare una spinta verso il basso per incrementarne l'aderenza al suolo.
Il principio fisico che sta alla base del funzionamento di un alettone automobilistico è esattamente lo stesso che permette agli aerei di volare, ma a differenza dell'aeronautica viene utilizzato nella maniera opposta, invece di sostenere il mezzo in aria, lo spinge maggiormente verso terra, ovvero lavora per creare deportanza invece che portanza come negli aeromobili.
Nelle vetture di Formula 1 prima dei regolamenti del 2022 che hanno reintrodotto l'effetto suolo, circa i 2/3 del totale carico aerodinamico era da imputare alla presenza degli alettoni.

## Componenti

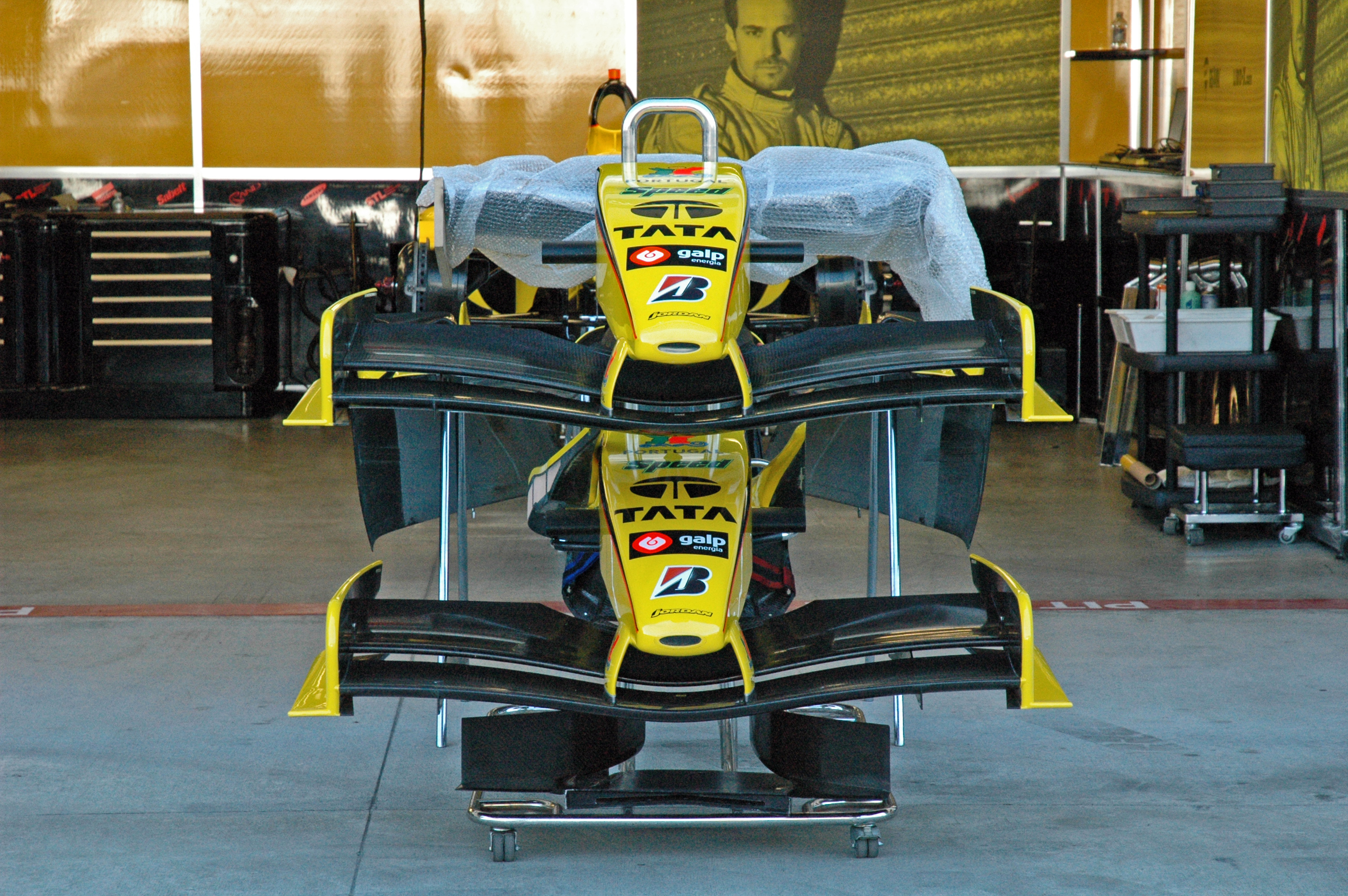
Due alettoni anteriori di una Jordan EJ15 di Formula 1

Un alettone è costituito essenzialmente da tre categorie di elementi:

### Profili alari

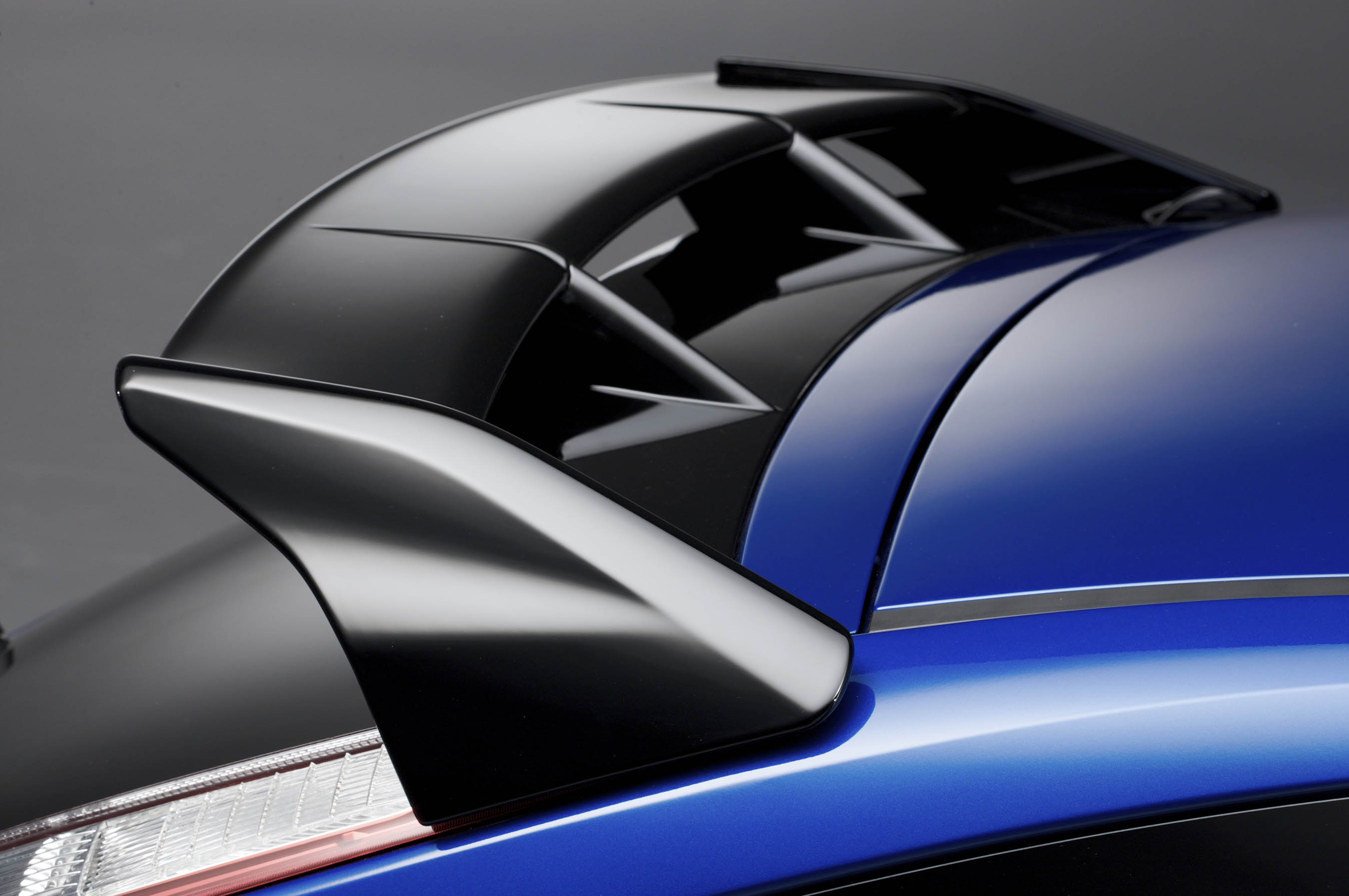
Alettone fisso di una Ford Focus RS, esempio di dell'applicazione su una vettura due volumi

I profili alari sono delle superfici il cui compito è quello di generare spinta verso il basso. Il funzionamento di un profilo alare è esattamente l'opposto degli omologhi elementi degli aerei: infatti la sua sezione è quella di un'ala di aereo rovesciata di 180 gradi, in modo da generare deportanza. In questo modo la spinta viene diretta verso il terreno, incrementando, proporzionalmente con la corrente d'aria che investe l'alettone, la tenuta degli pneumatici del corrispondente asse al suolo, evitando che venga a mancare il contatto tra le ruote e il terreno. La quantità di pressione che viene a crearsi segue la formula {\displaystyle L=DFxV^{2}}, con {\displaystyle L} pari al carico generato, {\displaystyle DF} corrispondente al fattore di deportanza e {\displaystyle V} rappresentante la velocità. Il fattore di deportanza è influenzato dal numero di profili dell'alettone e dal loro angolo di incidenza, ovvero l'angolo creato da ogni profilo alare rispetto al piano. Al crescere di questa variabile maggiore è il muro d'aria che investe il profilo, quindi maggiore è il carico aerodinamico che questo genera. Per contro, ciò genera anche una maggiore resistenza all'avanzamento, quindi minori punte di velocità su tratti rettilinei a parità di prestazione del motore.

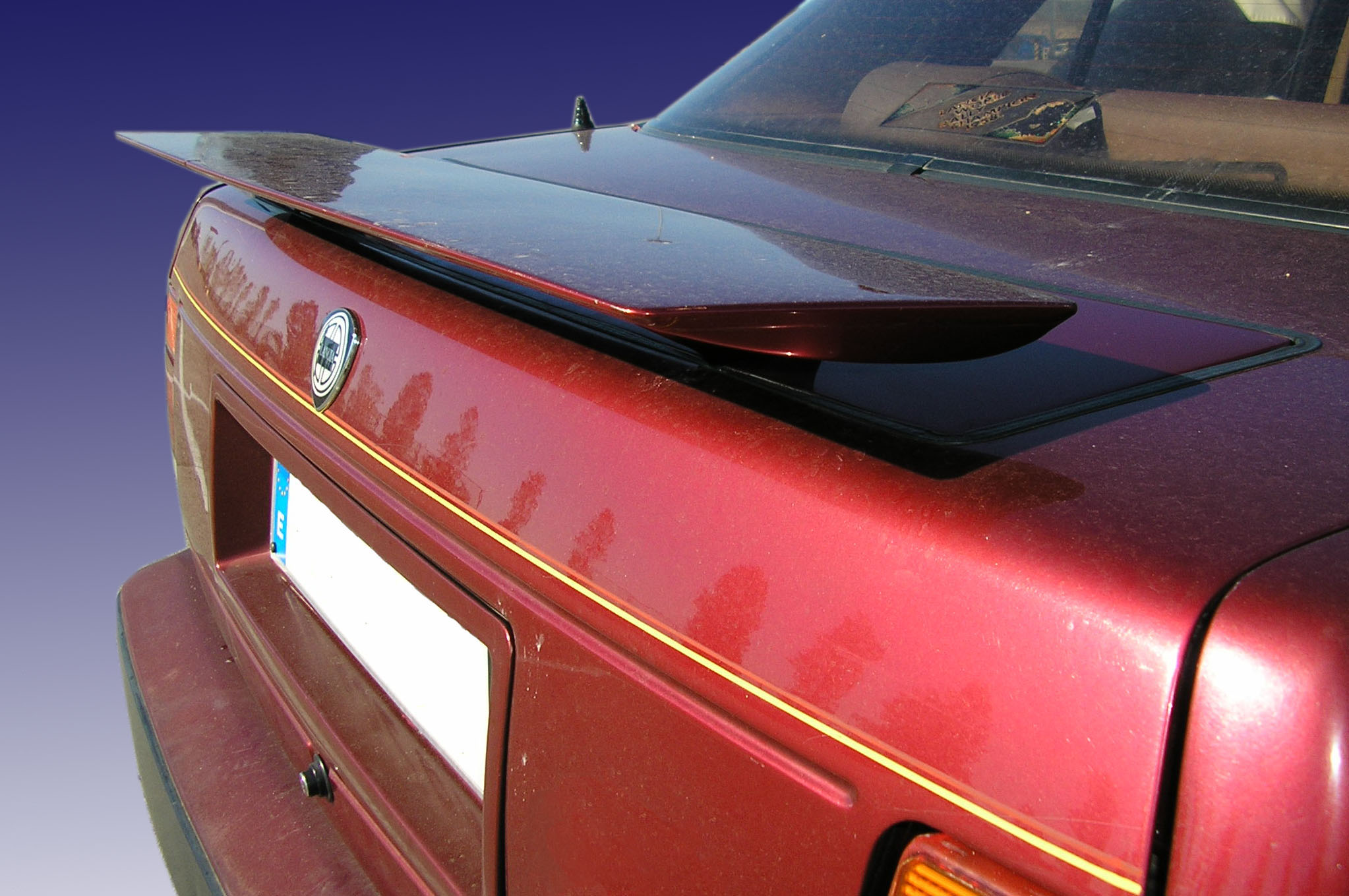
Alettone retrattile di una Lancia Thema 8.32, una delle prime applicazioni di tale tipologia su una vettura stradale

Gli alettoni delle macchine di serie, erroneamente confusi con gli spoiler, comunemente hanno un solo profilo alare, e per questo tali alettoni vengono definiti monoplani. Nelle competizioni automobilistiche, dove il carico aerodinamico necessario è maggiore per permettere alle vetture di affrontare ad alta velocità le curve, spesso e volentieri si notano dispositivi con 2 o 3 profili (detti rispettivamente alettoni biplano e triplano), se non di più. A titolo di esempio, prima che fossero introdotte delle limitazioni sul numero di profili utilizzabili negli alettoni delle monoposto di Formula 1, non era raro vedere vetture con 9 o 10 profili installati sull'ala posteriore laddove maggiore era il bisogno di deportanza.
Conseguenza di quanto detto, i profili degli alettoni anteriori delle vetture hanno il compito di aiutare la fase di sterzata del veicolo, nonché ottimizzare i flussi d'aria diretti verso la vettura. In particolare nelle vetture da competizione, ciò influisce anche sulla resa del sistema di raffreddamento e sul carico aerodinamico generato dal corpo vettura.
I profili di norma sono fissi (per quanto nelle auto da competizione mantengano un certo grado di flessibilità), anche se nella seconda metà degli anni 60 si videro in Formula 1 alettoni dotati di profili mobili, che permettevano al pilota tramite una leva di variare l'angolo di incidenza dall'interno della vettura. In questo modo, il pilota disponeva del massimo carico disponibile in curva (alzando l'incidenza), e non risentiva in rettilineo di grandi resistenze all'avanzamento (portando i profili in posizione parallela al suolo). Per la loro fragilità, furono banditi nel 1969.

### Paratie

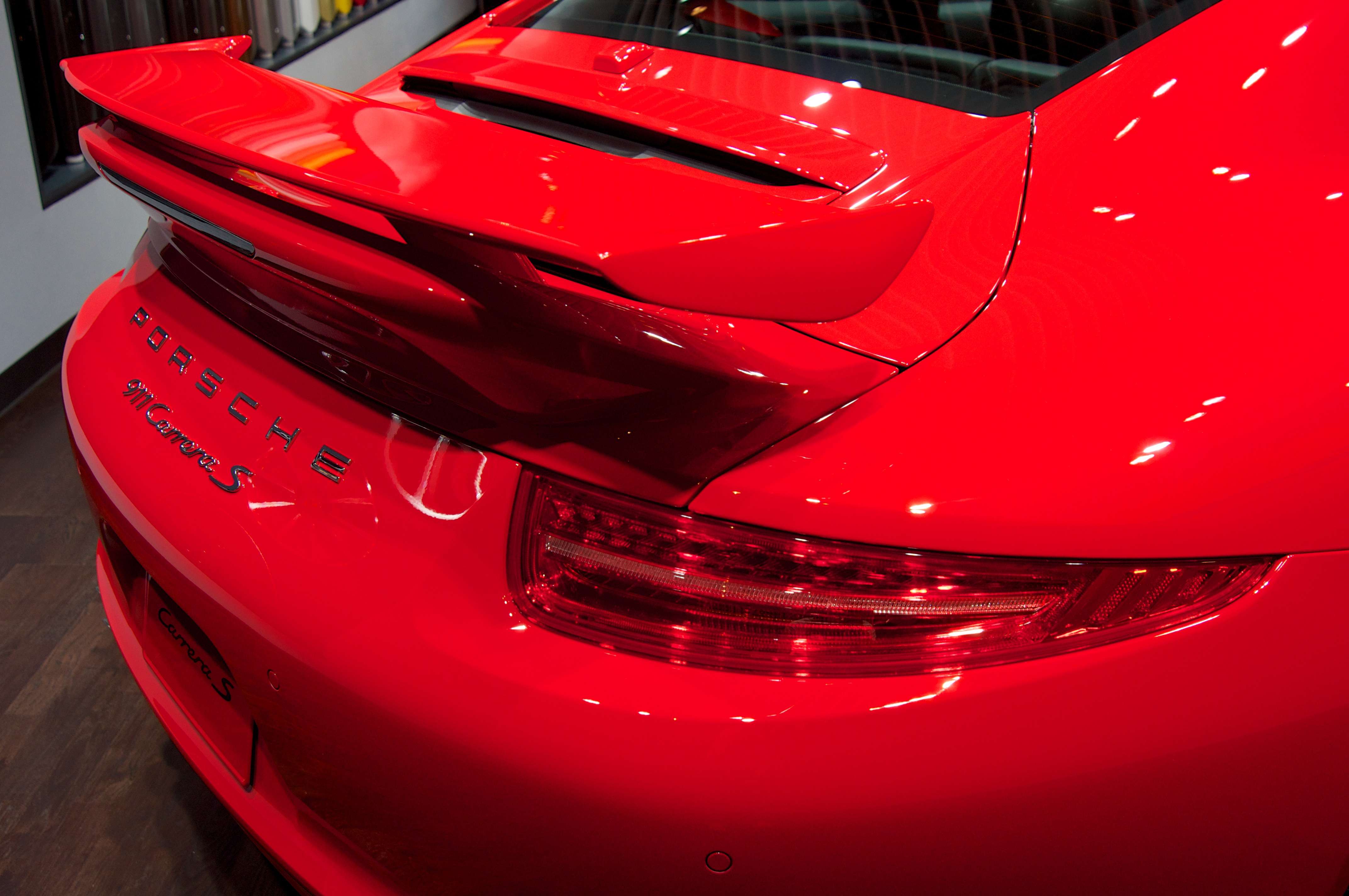
Alettone mobile detto a coda d'anatra di una 911 Carrera S del 2013

Le paratie, solitamente 2, sono degli elementi più o meno perpendicolari al suolo, poste alle estremità dei profili alari. Il loro compito è quello di ridurre i vortici d'estremità e quindi la resistenza indotta, e secondariamente indirizzare il flusso d'aria laddove più conveniente per l'aerodinamica della vettura. 
Ulteriori piccole paratie secondarie vengono talvolta utilizzate all'interno dei profili alari per ottimizzare la fluidodinamica interna del gruppo alettone.

### Supporti
I supporti hanno il compito di ancorare l'alettone al mezzo su cui è montato. Questo particolare è quello che deve sostenere l'intera spinta verso il basso generata dai profili, e allo stesso tempo deve trasmetterla al veicolo, per questo deve essere progettato per resistere ad altissime sollecitazioni (per le auto da corsa si parla di carichi aerodinamici che superano anche la tonnellata). 
Talvolta negli alettoni posteriori paratie e supporti formano un unico blocco, proprio per aumentare la rigidità dell'elemento e distribuire su una superficie maggiore lo stress a cui i profili sottopongono gli altri elementi dell'alettone.

## Considerazioni sui veicoli stradali
Fatta eccezione per alcuni modelli di supercar, gli alettoni installati sui veicoli stradali non ne modificano le performance in modo apprezzabile. Per un profilo alare singolo, di corda 20cm e lunghezza 180cm, la deportanza a 150 km/h è nell'ordine di 60  Kgf (assumendo un valore di 1.5 per il coefficiente di portanza); circa un ventesimo del peso della vettura. Come termine di paragone si tenga conto che una vettura di formula 1 alla stessa velocità può generare una deportanza superiore suo stesso peso. 
Gli spoiler, invece, hanno talvolta un ruolo significativo nelle vetture che presentano un tettuccio dalla forma simile a quella di un profilo alare (a esempio l'Audi TT mk1). Lo spoiler permette di separare il flusso d'aria evitando che venga indirizzato verso il basso, in questo modo si rimedia alla tendenza del tettuccio a generare portanza che destabilizzerebbe la macchina ad alte velocità.